# Semantisch netwerk

Voorbeeld van een semantisch netwerk

Een semantisch netwerk of net is een netwerk dat semantische relaties tussen begrippen weergeeft. Dit wordt vaak gebruikt als een vorm van kennisweergave. Het netwerk kan een gerichte of een simpele graaf zijn. De graaf bestaat uit knopen, die de begrippen voorstellen, en zijden.

## Geschiedenis
In 1909 stelde Charles S. Peirce een grafische notatie van knopen en zijden voor die "existentiële grafen" werden genoemd. Peirce noemde het "de logica van de toekomst". Hiermee begon een discussie tussen de voorstanders van "logica" en de voorstanders van "semantische netwerken". Deze discussie ging voorbij aan het feit dat semantische netwerken, als ze goed gedefinieerde semantiek hebben, een vorm van logica zijn.
In 1956 werden "Semantische Netten" voor het eerst voor computers ontwikkeld door Richard H. Richens, werkzaam bij de Cambridge Language Research Unit, als een "intertaal" voor de computervertaling van natuurlijke talen.
Deze netwerken werden in de vroege jaren zestig verder ontwikkeld door Robert F. Simmons die werkte bij System Development Corporation. Later namen ze ook een belangrijke plaats in in het werk van Allan M. Collins en zijn collega's (bijvoorbeeld Collins en Quillian; Collins en Loftus).
Vanaf de jaren zestig tot de jaren tachtig werd het idee ontwikkeld van een semantische link als de meest primaire eenheid of zijde binnen hypertekstsystemen Deze ideeën waren zeer invloedrijk en er zijn veel pogingen gedaan om de semantiek van getypeerde links aan HTML en XML toe te voegen.

## Grondbeginselen van semantische netwerken

### Definitie
Een semantisch netwerk wordt gebruikt als er sprake is van kennis die het beste kan worden begrepen als een verzameling begrippen die met elkaar in verband staan.

### Meer in het algemeen
De meeste semantische netwerken zijn gebaseerd op kennis. Ze bestaan ook uit pijlen en knopen die in een taxonomische hiërarchie kunnen worden geordend. Semantische netwerken leverden een bijdrage op het gebied van ideeën over activatiespreiding, erfenis en knopen als proto-objecten. Ze zijn onhandig voor grote domeinen. Ten slotte kunnen ze resultaat of metakennis niet erg goed weergeven.

### Belangrijk om te weten over semantische netwerken
Sommige eigenschappen kunnen niet goed worden uitgedrukt in een semantisch netwerk. Voorbeelden zijn negatie, disjunctie en niet-taxonomische kennis in het algemeen. Om deze relaties uit te kunnen drukken zijn alternatieve oplossingen nodig, zoals het gebruik van aanvullende predicaten en gespecialiseerde procedures om naar dezen te zoeken. Dit kan echter beschouwd worden als minder netjes.

## Voorbeelden

### Semantisch Net inLisp
Het gebruik van een associatielijst.
```
(
defun
 
*database*
 
()

'
((
canary
  
(
is-a
 
bird
)

               
(
color
 
yellow
)

               
(
size
 
small
))

   
(
penguin
 
(
is-a
 
bird
)

                  
(
movement
 
swim
))

   
(
bird
    
(
is-a
 
vertebrate
)

               
(
has-part
 
wings
)

               
(
reproduction
 
egg-laying
)

)
   
))

```

Om alle informatie over het type "kanarie" te verkrijgen moet de functie "assoc" gebruikt worden met een key van "canary".

### WordNet
Een voorbeeld van een semantisch netwerk is WordNet, een lexicale database van de Engelse taal. Het groepeert Engelse woorden in verzamelingen synoniemen die synsets worden genoemd, levert korte, algemene definities en registreert de verschillende semantische relaties tussen deze verzamelingen synoniemen. Enkele van de meest gangbare semantische relaties die zijn vastgesteld zijn meroniemen (A is een deel van B, oftewel B heeft A als een deel van zichzelf), holoniemen (B is een deel van A, oftewel A heeft B als een deel van zichzelf), hyponiemen (of troponiemen) (A is een ondergeschikte van B; A is een soort van B), hyperoniemen (A is de meerdere van B), synoniemen (A duidt hetzelfde aan als B) en antoniemen (A duidt het tegenovergestelde aan van B).
De kenmerken van WordNet zijn bestudeerd vanuit het perspectief van de netwerktheorie en vergeleken met andere semantische netwerken die waren gemaakt uit het woordenboek van Roget en woordassociatietaken. Vanuit dit perspectief zijn deze drie een kleine-wereld-constructie.
Het is ook mogelijk om logische beschrijvingen weer te geven met behulp van semantische netwerken, zoals de existentiële grafen van Charles Sanders Peirce of de verwante conceptuele grafen van John F. Sowa. Deze grafen hebben het vermogen om dingen uit te drukken die gelijk is aan normale eerste-orde-predicatenlogica of deze overtreft. Anders dan WordNet of andere lexicale of browsing netwerken kunnen semantische netwerken die deze voorstellingen gebruiken gebruikt worden voor betrouwbare geautomatiseerde logische deductie. Sommige geautomatiseerde redeneerders maken gebruik van de graaf-theoretische kenmerken van de netwerken tijdens de verwerking.

### Andere voorbeelden
Andere voorbeelden van semantische netwerken zijn modellen van Gellish. Gellish Engels heeft een Gellish Engels woordenboek en is een formele taal die wordt gedefinieerd als een netwerk van relaties tussen begrippen en namen van begrippen. Gellish Engels is een formele deelverzameling van natuurlijk Engels, net zoals Gellish Nederlands een formele deelverzameling van het Nederlands is, hoewel meerdere talen dezelfde begrippen delen. Andere Gellish netwerken bestaan uit kennismodellen en informatiemodellen die in de Gellishtaal worden uitgedrukt. Een Gellish netwerk is een netwerk van (binaire) relaties tussen dingen. Elke relatie in het netwerk is een verwoording van een feit, ingedeeld door een relatietype. Elk relatietype zelf is een begrip dat is gedefinieerd in het woordenboek van de Gellishtaal. Elk verwant ding is ofwel een begrip of een individueel ding, ingedeeld door een begrip. De definities van de begrippen worden gemaakt in de vorm van definitiemodellen (definitienetwerken) die samen de een Gellish woordenboek vormen. Een Gellish netwerk kan worden geregistreerd in een Gellish database en door een computer worden geïnterpreteerd.

## Software-hulpmiddelen
Er zijn ook uitgebreide soorten semantische netwerken die gerelateerd zijn aan corresponderende verzamelingen software-hulpmiddelen. Deze software-hulpmiddelen worden gebruikt voor lexicale kennisconstructie zoals het Semantic Network Processing System (SnePS) van Stuart C. Shapiro, of het MultiNet paradigma van Hermann Helbig. Deze laatste in het bijzonder is goed bruikbaar voor de semantische weergave van uitdrukkingen in natuurlijke taal en wordt gebruikt in meerdere NLP (‘’Natural Language Processing’’) toepassingen.
Semantische netwerken worden gebruikt in processen om specifieke informatie te verkrijgen, zoals plagiaatdetectie. Ze geven informatie over de hiërarchische relaties zodat ze semantische compressie kunnen toepassen. Hierdoor wordt de diversiteit van de taal verminderd en kan het systeem woordbetekenissen vergelijken onafhankelijk van welke verzamelingen woorden zijn gebruikt.

### Voorbeeld
- WordNet